# Nepman
Nepman (ruski: нэпманы) je bio naziv koji se tijekom 1920-ih rabio za građane SSSR-a koji su se 1920-ih bavili privatnim poduzetništvom, koristeći Novu ekonomsku politiku (NEP), odnosno povratak elemenata slobodnog tržišta i kapitalizma u društveno-ekonomski poredak mlade sovjetske države. Iako su sovjetske vlasti zadržale nadzor nad ključnim granama nacionalne ekonomije i velikim poduzećima, brojni privatni poduzetnici su iskoristili vakuum koji nastao za doba građanskog rata u trgovini, obrtu i uslužnom sektorima, odnosno nesklonost ili nespremnost tadašnje vlasti da osniva manja poduzeća. Veliki broj njih se naglo obogatio, a vrlo često počeo i razmetati svojim bogatstvom, stvorivši novi društveni sloj, odnosno svojevrsni arhetip "čovjeka NEP"-a. U mnogim slučajevima su nepmani preuzeli manire i životni stil nekadašnje tzv. "buržoazije", zbog čega ih se počelo zvati "sovjetskom buržoazijom", odnosno za njih rabili izraz sovburi (совбуры).
Iako su nepmani svojim aktivnostima pridonijeli oporavku sovjetskog gospodarstva, vlasti prema njima nisu imale blagonakloni odnos, smatrajući kako njihovo postojanje nije kompatibilno s proklamiranim idealima nove države o društvenoj jednakosti i besklasnom društvu. To se pogotovo odnosilo na lijevu frakciju u vladajućoj Partiji, okupljenu oko Lava Trockog. Među običnim stanovništvom su nepmani ubrzo postali omraženi zbog svoje stvarne ili navodne bahatosti, pohlepe ili navodne, povezanosti s kriminalom, crnom burzom i poticanju korupcije među državnim službenicima; preživjeli pripadnici pred-revolucionarne elite su ih, pak, često prezirali kao "neotesane" novopečene bogataše, a s obzirom na relativno velik broj Židova među njima, nepmani su bili i česti predmet antisemitskih predrasuda. O nepmanima su ostala brojna svjedočanstva u obliku književnih i umjetničkih djela u kojima su uglavnom prikazivani negativno.
Nakon što je Staljin čvrsto preuzeo nadzor nad sovjetskom Partijom i državom, odnosno nakon ekonomske krize 1928. godine, NEP je napušten, a nakon tri godine je privatno poduzetništvo stavljeno izvan zakona. Slično kao i kulaci na selu, dotadašnji nepmani su postali potencijalni neprijatelj naroda, te su mnogi od njih stradali u Velikoj čistci 1930-ih.
Fenomen nalik na nepmane se na području SSSR-a počeo pojavljivati tek krajem 1980-ih uspostavom perestrojke i glasnosti, da bi 1990-ih nakon raspada SSSR-a i obnove kapitalističke ekonomije postao poznat pod izrazom Novi Rusi.

## Vanjske poveznice
- С.Шейхетов. Нэпманы, как социальная группа: самосознание, самоорганизация, взаимодействие с властями  Arhivirana inačica izvorne stranice od 16. svibnja 2013. (Wayback Machine)
- С.Шейхетов. Нэпманы Сибири  Arhivirana inačica izvorne stranice od 16. svibnja 2013. (Wayback Machine)
- Р.Хазиев. Предприятия уральских нэпманов:историко-статистический анализ
- Е.Демчик. «Новые русские», годы 20-е
- Люди, над которыми смеялся социализм